# Núcleo ventromedial
O núcleo ventromedial (também referido como hipotálamo ventromedial ou VMN) é um núcleo localizado no hipotálamo que conduz ao apetite excessivo e ganho de peso corporal anormal que persiste por muito tempo.

## Divisões
- anterior (VMHa)
- dorsomedial (VMHdm)
- ventrolateral (VMHvl)[2]
- central (VMHc).